# Acropogon aoupiniensis
Espèce
Statut de conservation UICN

 EN  : En danger
Acropogon aoupiniensis est une espèce de plantes de la famille des Malvacées.